# Orden 00447 del NKVD

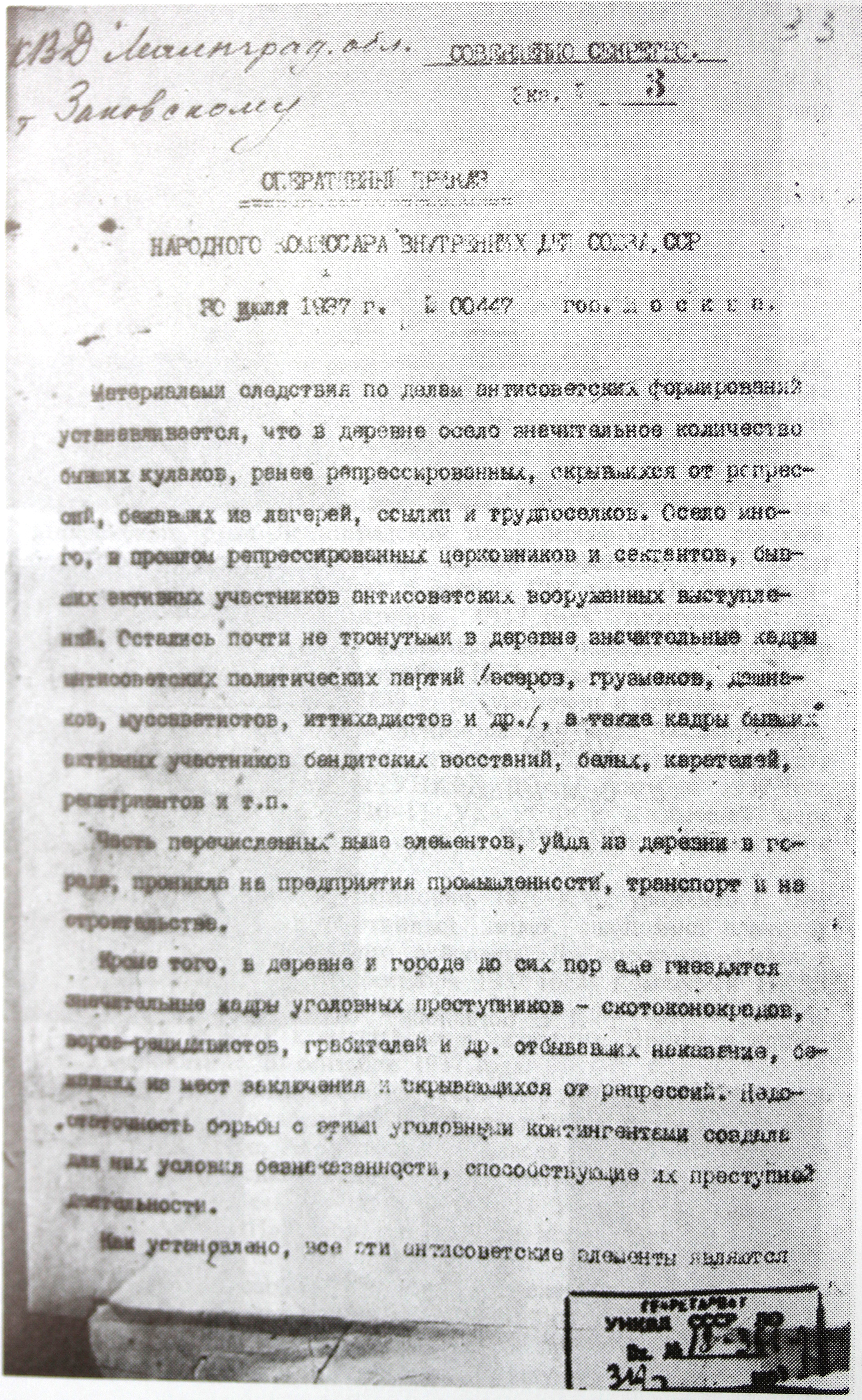
Extracto de la Orden 447 del NKVD.

La Orden 00447 del NKVD (en ruso: О репрессировании бывших кулаков, уголовников и других антисоветских элементов [O repressírovanii bývshij kulakov, ugolóvnikov i drugij antisoviétskij eleméntov], "Sobre la represión de los antiguos kuláks, criminales y otros elementos antisoviéticos") fue firmada por el jefe del NKVD Nikolái Yezhov y aprobada por el Politburó el 30 de julio de 1937 durante la Gran Purga ordenada por Stalin.

## Aplicación
Para ejecutar esta orden, numerosas troikas del NKVD fueron creadas a nivel republicano y varios niveles regionales (krai y óblast). La investigación debía ser realizada por los grupos operativos "de una manera rápida y simplificada", los resultados se entregarían a las troikas para los juicios.
El presidente de una troika era el jefe de la correspondiente subdivisión territorial del NKVD  (la organización del NKVD republicana, etc.). Por lo general, una troika incluía al fiscal de la república/krai/óblast en cuestión; si no, se le permitía estar presente en la sesión de una troika. La tercera persona era generalmente el secretario del Partido Comunista del nivel regional correspondiente. El personal de estas troikas fue especificado personalmente en la Orden 00447.
Los protocolos de una sesión de la troika se pasaban al grupo operativo correspondiente para las ejecuciones de las sentencias. Los horarios y lugares de las ejecuciones de sentencias de muerte se ordenaban en secreto.
Esa misma orden daba instrucciones para clasificar los kuláks y otros «elementos antisoviéticos» en dos categorías: la Primera categoría (Categoría I) de los reprimidos estaba sujeta a muerte por disparo, la Segunda categoría (Categoría II) debía ser enviada al Gulag. La orden también establecía cuotas superiores por territorio y categoría de clases sociales (proletariado, campesinos, kuláks, burgueses y otros). 
Por ejemplo, se estimó que la RSS de Bielorrusia tenía 2.000 (Cat. I) y 10.000 (Cat. II), es decir, un total de 12.000 «elementos sociales antisoviéticos». Se subrayó específicamente que las cuotas eran estimaciones y no podían ser superadas sin la aprobación personal de Yezhov. Pero en la práctica esta aprobación fue fácil de obtener, y finalmente estas cuotas iniciales fueron superadas en órdenes de magnitud.
Es conocido el caso del jefe del NKVD de Omsk Grigori Gorbach quien, en una carta dirigida a Yezhov el 13 de agosto de 1937, pidió el incremento de la cuota de ejecuciones hasta 8.000 personas, puesto que sus hombres ya habían cumplido sobradamente su plan, al haber arrestado a 5.444 personas. La solicitud fue aprobada por Stalin personalmente, quien aumentó la cuota hasta 9.000 personas promoviendo a Gorbach a un distrito más grande, el krai de Siberia Occidental con la capital en Novosibirsk. Para el otoño de 1937, la presión para lograr los arrestos era tan grande que los interrogadores del NKVD empezaron a escoger nombres de la guía telefónica o a preseleccionar hombres casados con hijos que, como sabía cada agente, eran los más rápidos en confesar. En 1939, el sistema de represión estaba hasta los topes: una décima parte de la población podría ser arrestada, pero no la mitad.
Después de esta orden, los términos Primera y Segunda Categoría se convirtieron en denominaciones estándar en la documentación del NKVD como la "medida superior de castigo" (высшая мера наказания, ВМН) y el "ingreso en campos de trabajo correctivos", respectivamente.
El artículo III de la Orden de Conducción de la Operación instruyó iniciar la acción para asegurar los «elementos sociales antisoviéticos» el 5 de agosto de 1937 y terminarla en un plazo de cuatro meses. La implementación fue rápida. Según el Departamento Especial del NKVD, entre el 1 de octubre de 1936 y el 1 de noviembre de 1938, fueron detenidas 1.565.041 personas, de las cuales 668.305 fueron ajusticiadas.

## Wikisource
Texto completo de la Orden 00447 del NKVD del 30 de julio de 1937 (en ruso)
- Datos: Q1575957